# Baudignécourt
Baudignécourt foi uma antiga comuna francesa na região administrativa de Grande Leste, no departamento de Meuse. Estende-se por uma área de 6,28 quilômetros quadrados. 
Em 1 de janeiro de 2019, ela foi inserida no território da nova comuna de Demange-Baudignécourt.